# ديكدرق
ديكدرق هي قرية في مقاطعة مشكين شهر، إيران. عدد سكان هذه القرية هو 50 في سنة 2006.